# ランプキン郡 (ジョージア州)
ランプキン郡（ランプキンぐん、英: Lumpkin County）は、アメリカ合衆国ジョージア州の北部に位置する郡である。人口は3万3488人（2020年）。郡庁所在地はダロネガ市であり、同郡で人口最大の都市である。

## 歴史
ランプキン郡は1832年12月3日に設立された。郡名はジョージア州知事を務めたウィルソン・ランプキンに因んで名付けられた。ランプキンの娘マーサ・アタランタ・ランプキン・コンプトンがマーサビル市の名前のもととなり、マーサビルがアトランタになった。
マーサのミドルネームであるアタランタがアトランタの市名のもとと考える者が多いが、アトランティック（大西洋）の女性形から派生したとする説もある。アトランタはジョージア鉄道の主任技師ジョン・エドガー・トムソンが造ったウェスタン・アンド・アトランティック鉄道の終端だった。
1830年代に郡内のオーレリア近くで金が発見され、アメリカ合衆国政府は1860年までダロネガ市で貨幣鋳造所を運営した。郡内で産出した金が後にジョージア州会議事堂の屋根に使われた。
農業と農業観光が主要産業である。1990年代半ばから「ジョージア・ワインカントリーの中心」と見なされている。ブドウ園やワイン醸造所が5か所ある。
郡内にはアメリカ陸軍のキャンプ・フランク・D・メリルがあり、陸軍山岳部学校の第5レンジャー訓練大隊が入っている。郡北端のコハッタ国有林のブルーリッジ野生生物管理区域に入っている。
郡内には3つの退役兵組織がある。すなわちヘイワード・フィールド・アメリカンリージョン、アメリカ陸軍マウンテンレンジャー協会、ランプキン郡・ホワイト郡海岸戦争退役兵会である。ランプキン郡退役兵問題助言委員会という支援機関もあり、5月半ばから7月4日までと11月の年2回退役兵記念クロスがダロネガ主要道路の両側に置かれる。この十字架には軍出身で戦死した者、期間後に死亡した者の名前が書かれる。

## 地理
アメリカ合衆国国勢調査局に拠れば、郡域全面積は284.87平方マイル (737.7 km2)であり、このうち陸地284.47平方マイル (736.8 km2)、水域は0.40平方マイル (1.0 km2)で水域率は0.14%である。北のユニオン郡との境にあるブラッド山山頂が郡内最高地点であり、標高は4,458 (1,359 m) フィート (1,359 m) である。ブラッド山は州内第5の山であり、アパラチアン・トレイルの州内に入る部分では最高である。

### 主要高規格道路

#### アメリカ国道
- アメリカ国道19号線
- アメリカ国道19号線産業道路（ダロネガ）
- アメリカ国道129号線

#### ジョージア州道
- ジョージア州道9号線
- ジョージア州道11号線
- ジョージア州道52号線
- ジョージア州道60号線
- ジョージア州道60号線産業道路
- ジョージア州道115号線
- ジョージア州道400号線

### 隣接する郡
- ユニオン郡 - 北
- ホワイト郡 - 東
- ホール郡 - 南東
- ドーソン郡 - 西
- ファニン郡 - 北西

### 国立保護地域
- チャタフーチー国立の森（部分）

## 人口動態
以下は2000年の国勢調査による人口統計データである。
| 基礎データ - 人口: 21,016人 - 世帯数: 7,537 世帯 - 家族数: 5,366 家族 - 人口密度: 29人/km2（74人/mi2） - 住居数: 8,263軒 - 住居密度: 11軒/km2（29軒/mi2） 人種別人口構成 - 白人: 94.02% - アフリカン・アメリカン: 1.46% - ネイティブ・アメリカン: 0.97% - アジア人: 0.38% - 太平洋諸島系: 0.08% - その他の人種: 1.57% - 混血: 1.53% - ヒスパニック・ラテン系: 3.46% | 年齢別人口構成 - 18歳未満: 24.3% - 18-24歳: 15.4% - 25-44歳: 29.0% - 45-64歳: 21.6% - 65歳以上: 9.7% - 年齢の中央値: 32歳 - 性比（女性100人あたり男性の人口） - 総人口: 96.3 - 18歳以上: 92.6 世帯と家族（対世帯数） - 18歳未満の子供がいる: 32.9% - 結婚・同居している夫婦: 57.5% - 未婚・離婚・死別女性が世帯主: 9.4% - 非家族世帯: 28.8% - 単身世帯: 22.0% - 65歳以上の老人1人暮らし: 6.5% - 平均構成人数 - 世帯: 2.61人 - 家族: 3.04人 | 収入と家計 - 収入の中央値 - 世帯: 39,167米ドル - 家族: 46,368米ドル - 性別 - 男性: 31,289米ドル - 女性: 23,955米ドル - 人口1人あたり収入: 18,062米ドル - 貧困線以下 - 対人口: 13.2% - 対家族数: 9.0% - 18歳未満: 13.5% - 65歳以上: 16.3% |

## 教育
ランプキン郡の公共教育はランプキン郡教育システムが管轄している。高校1校、中学校1校、小学校3校がある。北ジョージア大学も郡内にある。またヒドン・レイク・アカデミーなど私立学校も幾つかある。

## 都市と町
- ダロネガ - 郡庁所在地
- オーレリア